# Сад Мажорель
Сад Мажоре́ль (фр. Jardin Majorelle; араб. حديقة ماجوريل; бербер. ⵓⵔⵜⵉ ⵎⴰⵊⵓⵔⵉⵍ) — пейзажний парк у місті Марракеші в Марокко, що був створений французьким художником-орієнталістом Жаком Мажорелєм протягом майже сорока років. Сад займає площу в два з половиною акри та містить віллу в стилі кубізму, спроєктовану французьким архітектором Полем Сінуаром у 1930-х роках. 
Був придбаний у 1980-х роках французькими модельєрами Івом Сен-Лораном та П'єром Берже, що працювали над його реставрацією. Сьогодні парковий комплекс є відкритим для усіх бажаючих. На території парку також розміщені Музей ісламського мистецтва Марракеша, Берберський музей та нещодавно відкритий Музей Іва Сен-Лорана.

## Історія

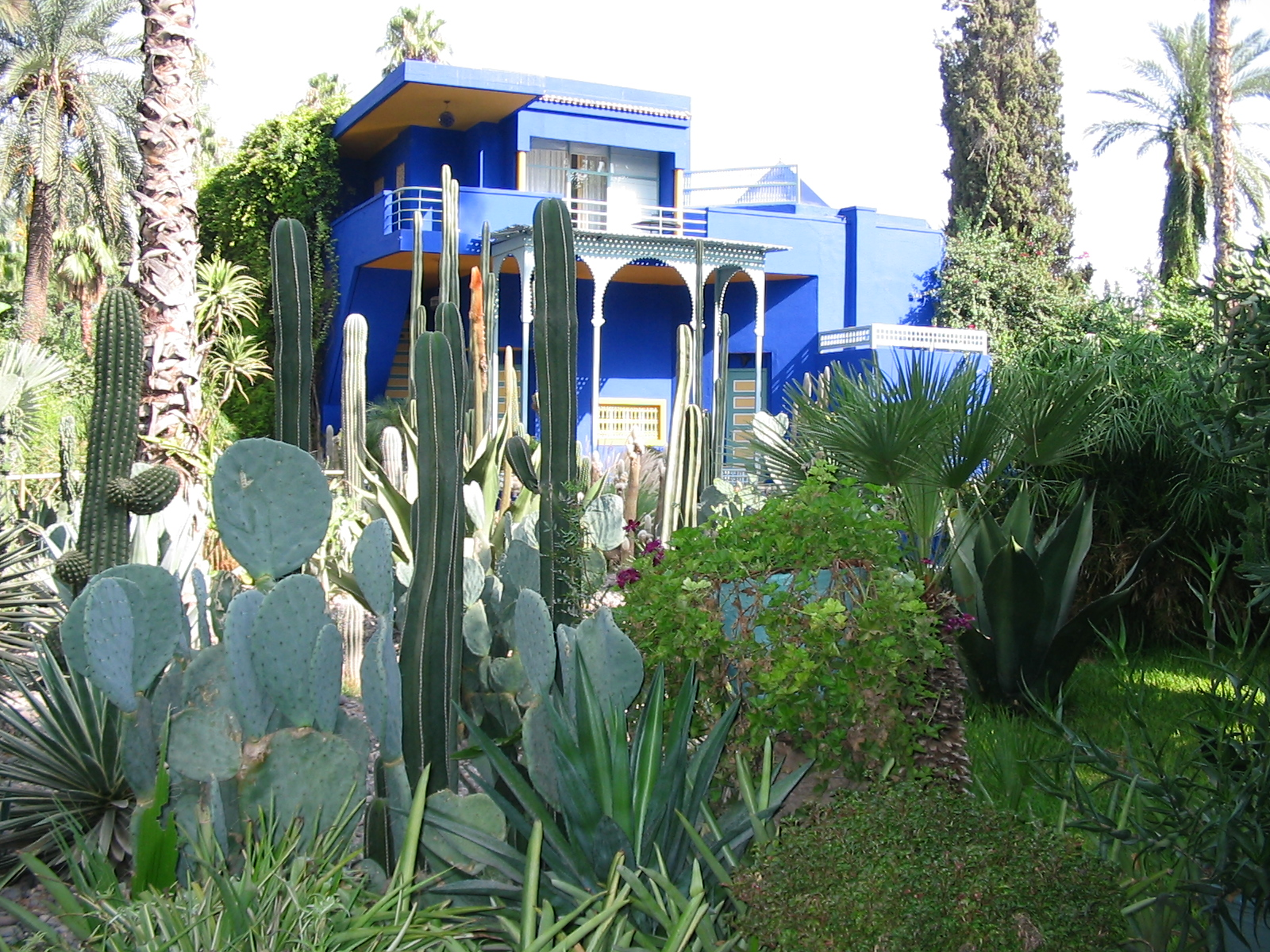
Колекція кактусів у Саді Мажорель з віллою на задньому плані

Сад Мажорель був спроєктований французьким художником Жаком Мажорелем (1886—1962), сином модерніста з міста Нансі, Луї Мажореля. В 1917 році, ще в молодому віці, Жак Мажорель був відправлений до Марокко з метою відновлення здоров'я після важкого захворювання. Провівши короткий час у Касабланці, він поїхав до Марракеша і, як і багато з його сучасників, полюбив яскраві кольори та вуличне життя цього африканського міста. Після подорожей Північною Африкою та Середземним морем, він врешті-решт вирішив назавжди оселитися в Марракеші.
У 1923 році, лише через чотири роки після одруження з Андре Лонгвіль, Мажорель придбав у Марракеші земельну ділянку на межі пальмового гаю площею в 4 акри, де побудував будинок у марокканському стилі. У 1931 році він доручив архітектору Паулю Сінуару розробити на цьому місті віллу в стилі кубізму. Поступово він придбав додаткову землю, збільшивши свою власність приблизно на 10 акрів. На території навколо резиденції він почав висаджувати пишний сад, який згодом дістав назву «Мажорель». Сад став справою життя художнику, і тому він присвятив його розвитку майже сорок років.
Підтримка саду в належному стані виявилася дуже дорогою для митця й тому в 1947 році він відкрив сад для відвідувачів, беручи з них гроші. Згодом йому прийшлося розпродати інші земельні ділянки для покриття витрат, спричинених підтримкою сада. Після розлучення в 1950-х роках, Мажорель був змушений продати також будинок і землю під ним, а сад залишився у занедбаному стані. Своє друге життя він отримав лише у 1980-х роках завдяки модельєрам Іву Сен-Лорану та П'єру Берже, які після придбання взялися за його капітальне відновлення.

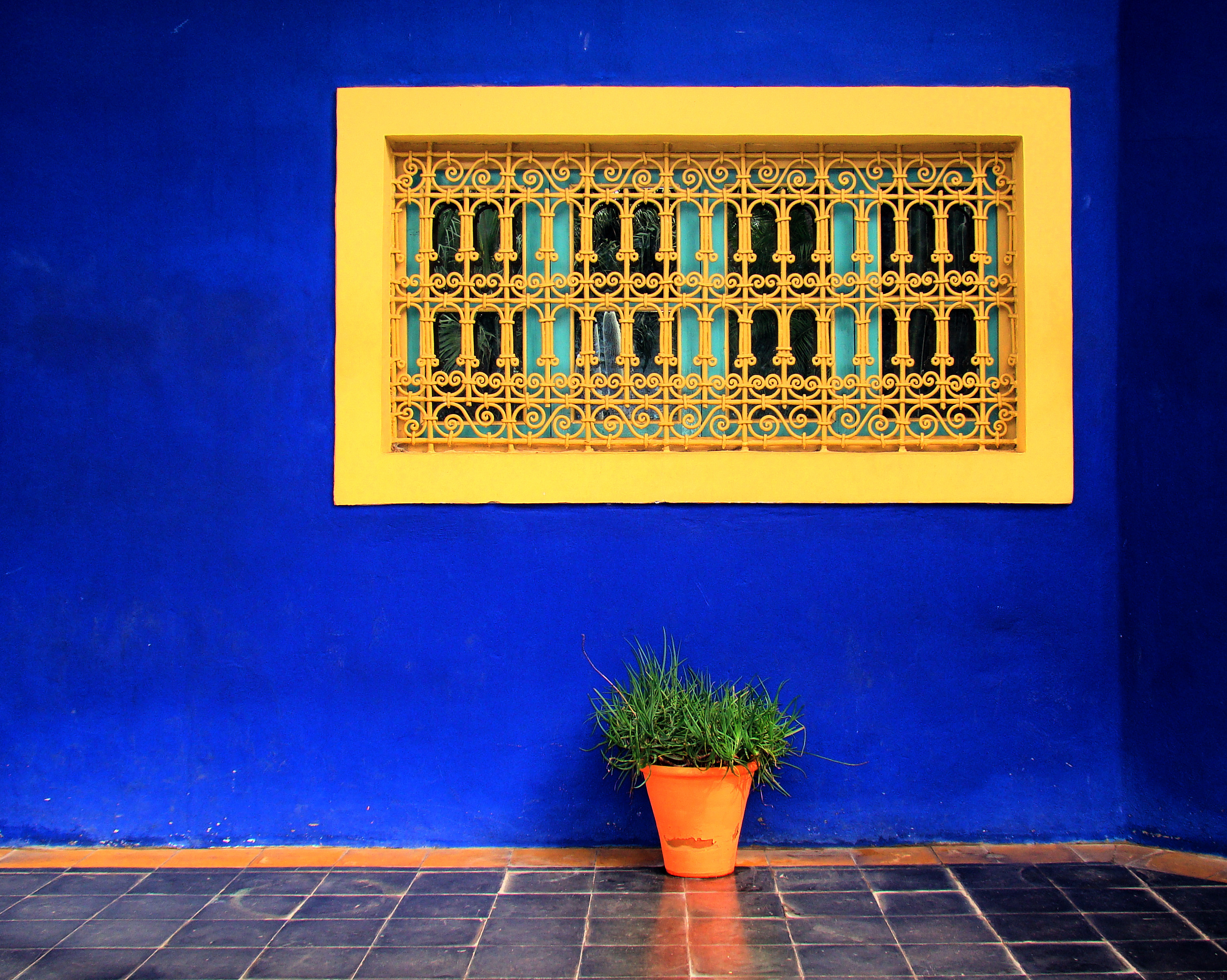
Будівля в саду кольору «синій мажорель»

За свого життя Мажорель заслужив репутацію відомого художника-орієнталіста. Один з відтінків синього кольору, що розповсюджений у берберській архітектурі Марракеша, дістав назву «синій мажорель» (фр. bleu Majorelle) та був запатентований Мажорелєм.

## Садовий комплекс
Сади та будівлі утворюють комплекс, де певні будівлі присвячені різним музеям та експонатам. Сади площею два з половиною гектари щодня відкриті для відвідувачів і містять велику колекцію рослин та скульптур. На віллі також знаходя ться Берберський музей та колекція картин Мажореля. Колишня майстерня художника стала місцем розташування Музею ісламського мистецтва Марракеша, де представлена колекція північноафриканського текстилю з особистої колекції Сен-Лорана, а також кераміка та ювелірні вироби.
Розробка паркового комплексу триває і сьогодні. Прибуток від туристів використовується для фінансування нових проєктів. Так, у жовтні 2017 року  було відкрито для публіки Музей Іва Сен-Лорана, що присвячений спадщині дизайнера та його зв'язкам із Марракешем. 
У саді проживає понад 15 видів птахів-ендеміків Північної Африки. Тут багато фонтанів та міститься велика колекція кактусів. Сад Мажорель є одною з найвидатніших туристичних пам'яток Марракешу, щороку приваблюючи понад 700 тис. відвідувачів.

## Керування
З 2010 року майновий комплекс перебуває у власності «Фундації П'єра Берже — Іва Сен-Лорана», французької неприбуткової організації, а з 2011 року керується «Фундацією Жарден Мажорель», неприбутковою організацією з Марракешу. П'єр Берже був директором цієї Фундації до своєї смерті у вересні 2017 р..

## Галерея

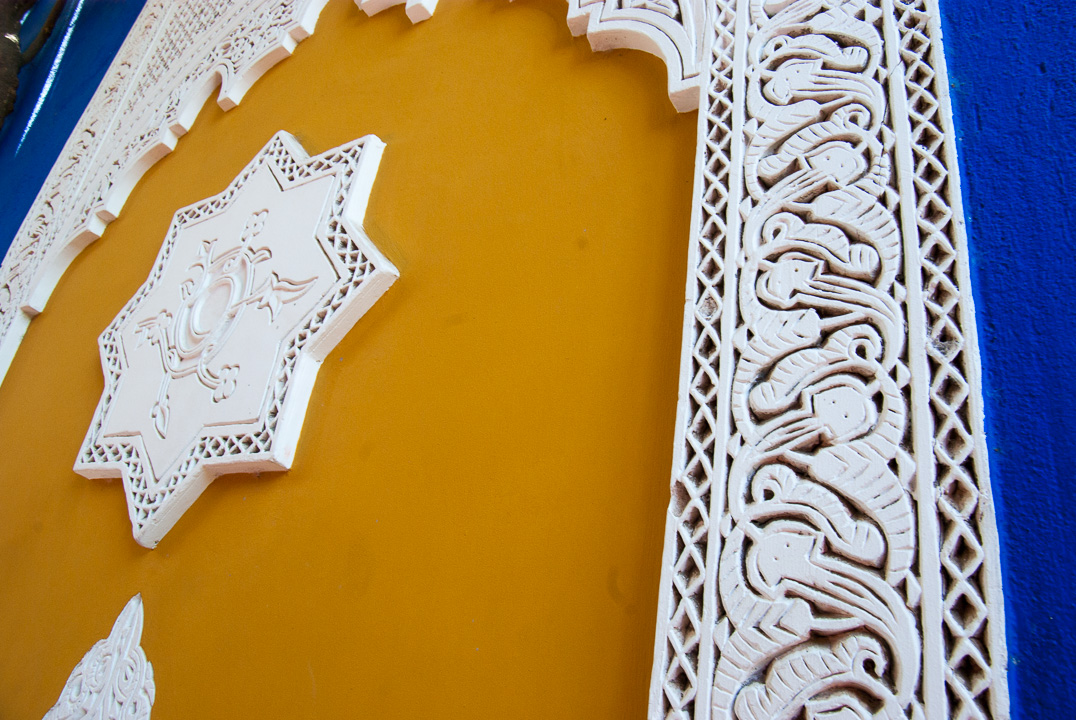
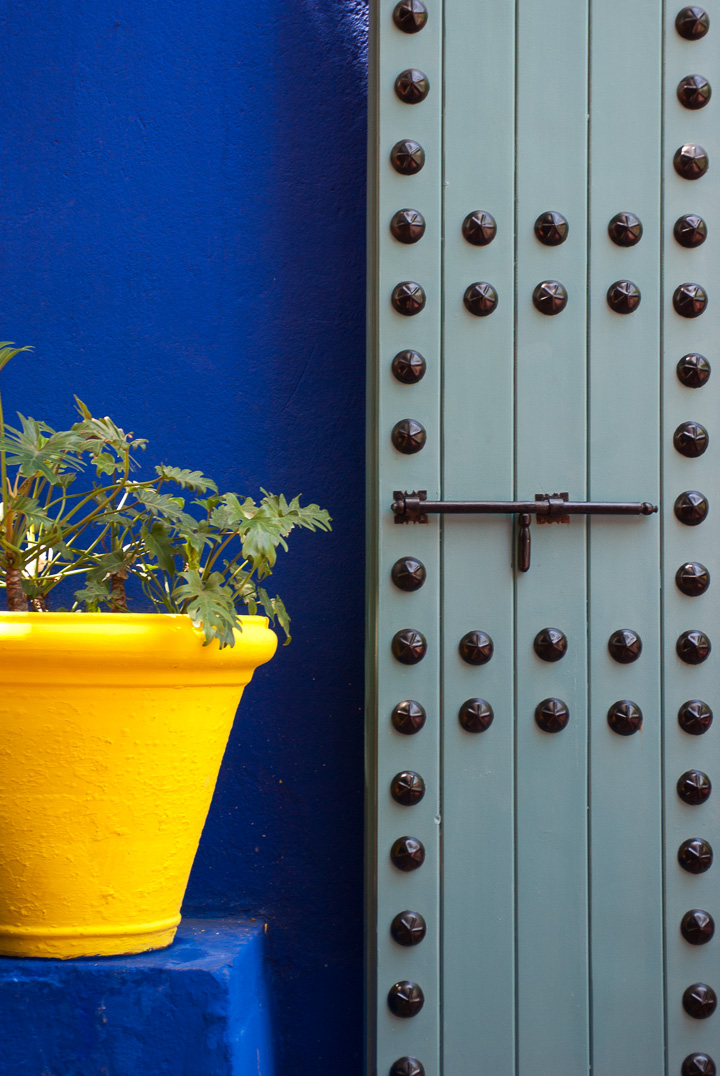
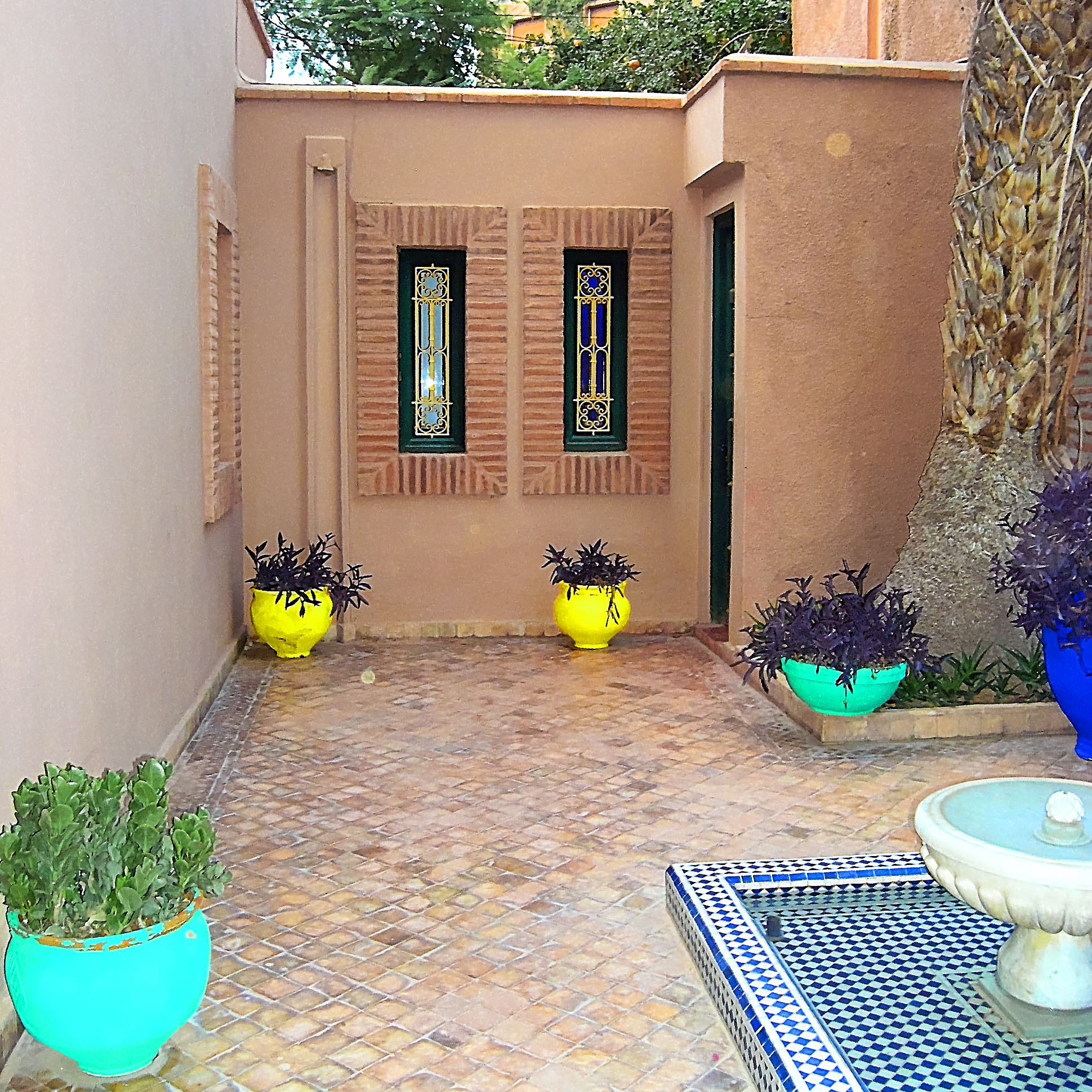
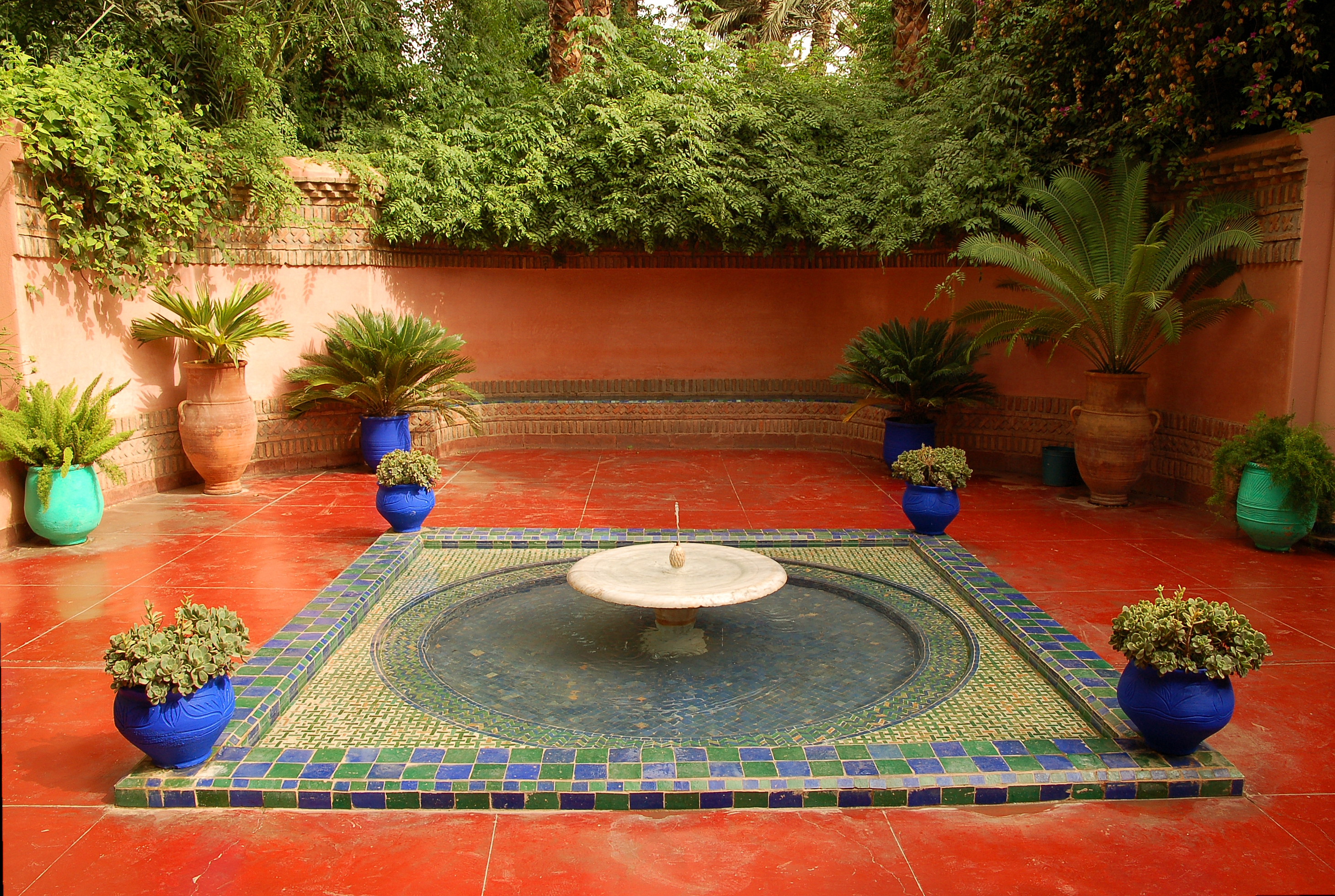
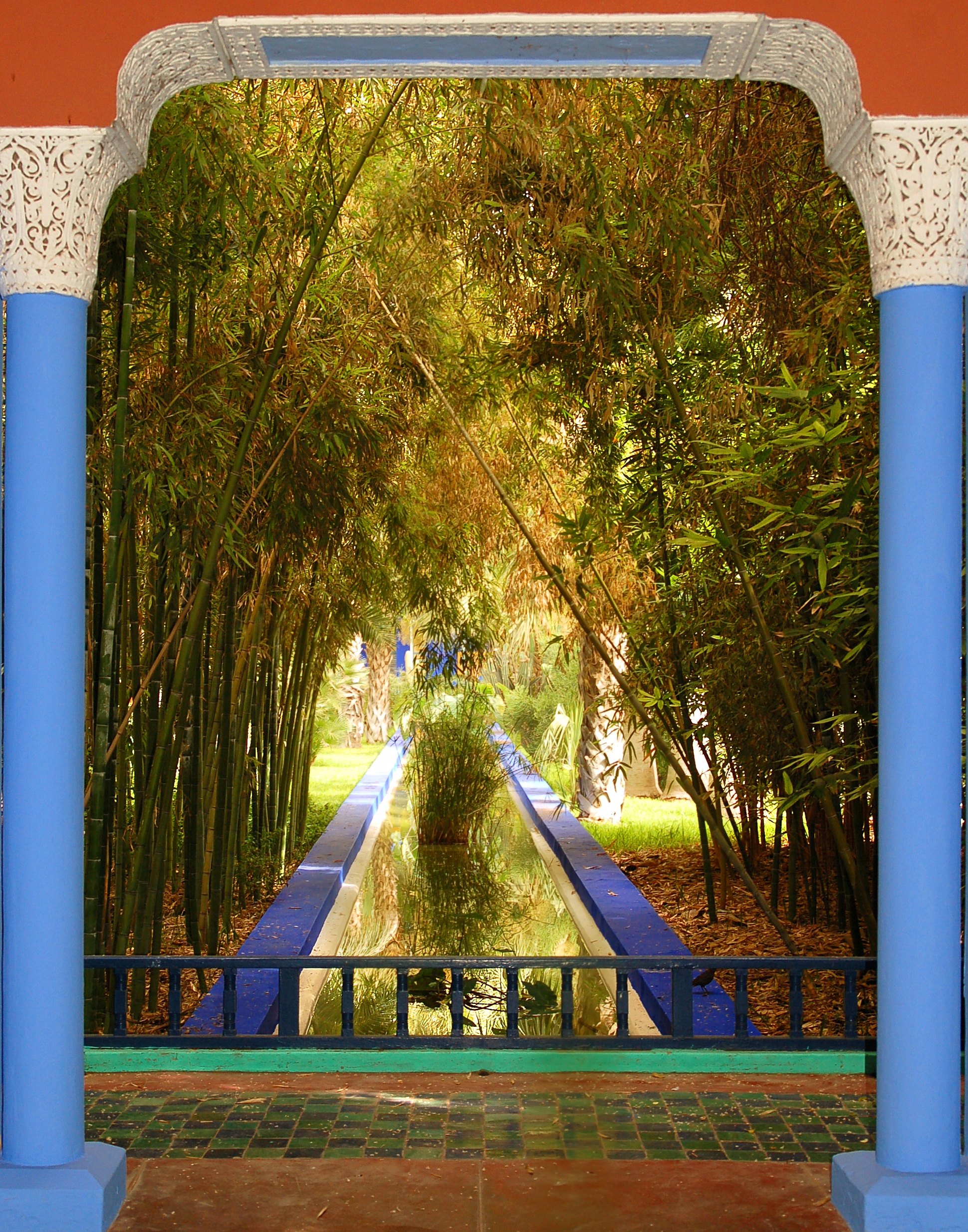
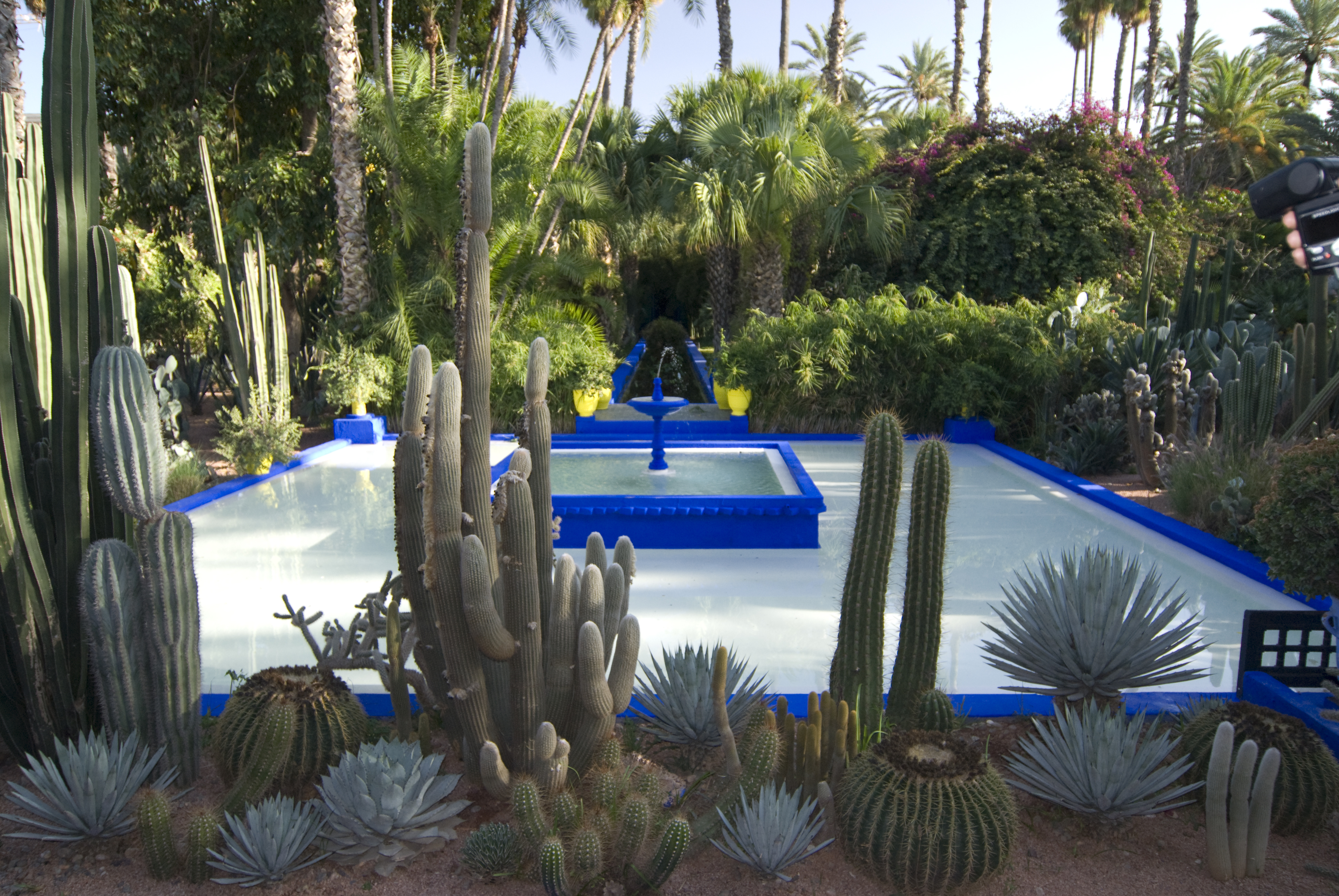
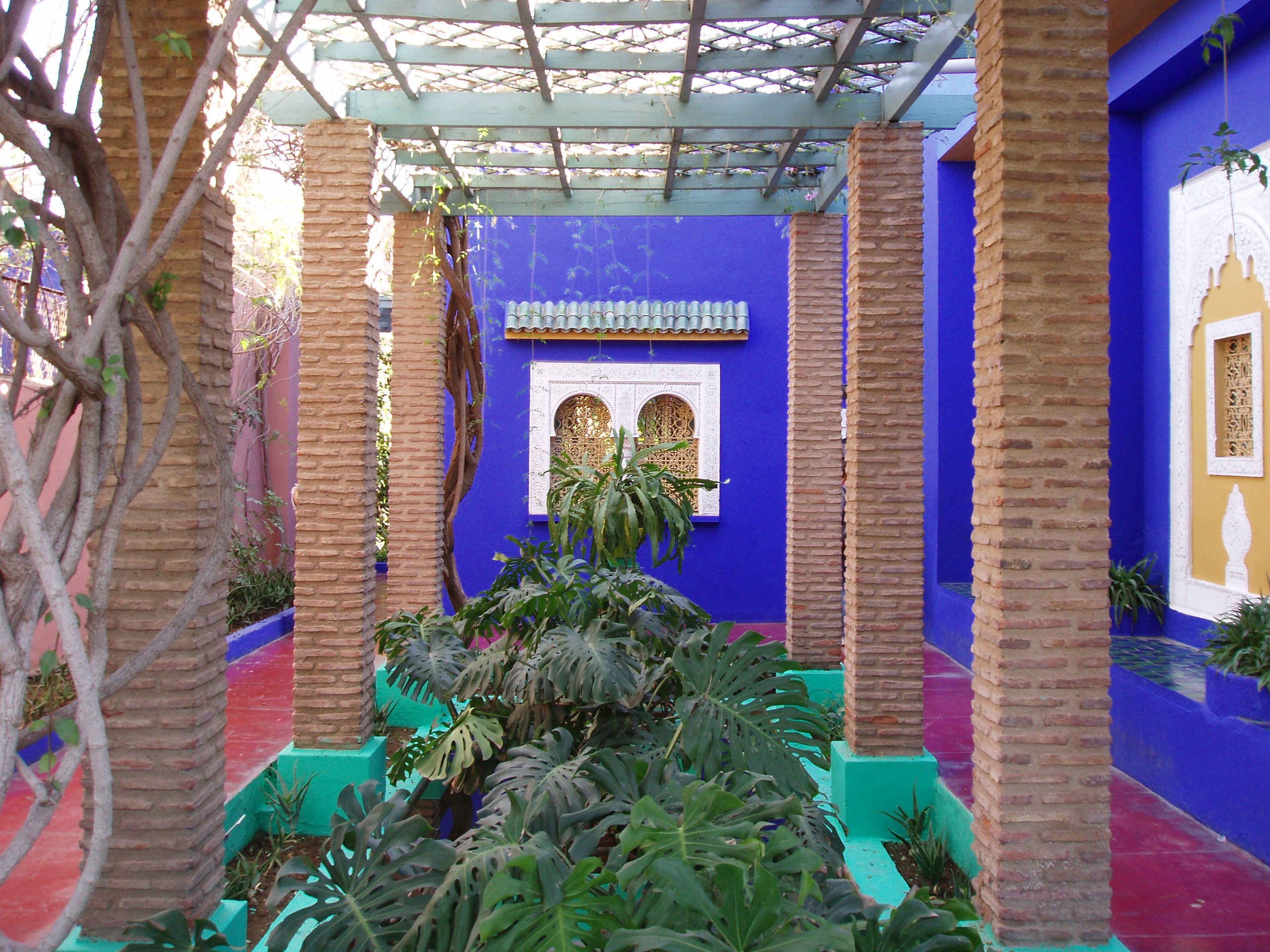

## Ів Сен Лоран
Сад належав Іву Сен-Лорану та П'єру Берже між 1980 і 2008 роками. Після смерті Іва Сен-Лорана в 2008 році у саді був розвіяний його прах.